# Sigfried Held
Sigfried Held (Bruntál, 7 agosto 1942) è un ex calciatore e allenatore di calcio tedesco, di ruolo attaccante.

## Carriera

### Giocatore
Held ha giocato come attaccante dal 1965 al 1979, vestendo le divise di Borussia Dortmund, Kickers Offenbach e Bayer Uerdingen.
Con la Nazionale tedesca occidentale ha totalizzato 41 presenze e 5 reti, raggiunto il secondo posto al campionato del mondo 1966 e il terzo posto al campionato del mondo 1970.

### Allenatore
Dopo il ritiro ha intrapreso l'attività di allenatore. In patria ha guidato lo Schalke 04, la Dinamo Dresda e il VfB Lipsia. Ha occupato anche le panchine di Galatasaray (in Turchia), Admira Wacker (in Austria) e Gamba Osaka (in Giappone), oltre a ricoprire la caricare di commissario tecnico delle Nazionali di Islanda, Malta e Thailandia.

## Palmarès

### Club

#### Competizioni internazionali
- Coppa delle Coppe: 1

Borussia Dortmund: 1965-1966

### Allenatore

#### Competizioni nazionali
- Campionato tedesco di seconda divisione: 1

Schalke 04: 1981-1982